# Fabio Duque Jaramillo

Bischofswappen von Fabio Duque Jaramillo

Fabio Duque Jaramillo OFM (* 12. Mai 1950 in Armenia; † 9. Februar 2022 in Medellín) war ein kolumbianischer Ordensgeistlicher und römisch-katholischer Bischof von Garzón.

## Leben
Fabio Duque Jaramillo trat am 15. Dezember 1970 in Medellín der Ordensgemeinschaft der Franziskaner bei und studierte Philosophie und Katholische Theologie in Bogotá. Duque Jaramillo legte am 15. Januar 1972 die zeitliche und am 1. Februar 1975 die ewige Profess in Bogotá ab. Am 29. November 1975 empfing er in Armenia das Sakrament der Priesterweihe.
Duque Jaramillo wirkte zunächst als stellvertretender Novizenmeister (1975–1977) und stellvertretender Verantwortlicher für die Mitglieder seiner Ordensgemeinschaft mit zeitlicher Profess (1977–1979). Daneben erwarb er nach weiterführenden Studien an der Universidad de San Buenaventura in Bogotá Lizenziate in den Fächern Philosophie und Katholische Theologie. Anschließend war Fabio Duque Jaramillo als Pfarrer in Chimichagua und Superior des dortigen Franziskanerkonvents tätig, bevor er 1982 Direktor der Abteilung für das Geweihte Leben und 1984 zudem Direktor der Abteilung für die Katechese bei der Kolumbianischen Bischofskonferenz wurde. 1985 wurde er nach Rom entsandt, wo er 1990 am Päpstlichen Athenaeum Sant’Anselmo mit der Arbeit La expresión „Pueblo de Dios“ en la teología del Concilio Vaticano II y su trascendencia en el ritual de la iniciación cristiana de los adultos del Papa Pablo VI („Der Ausdruck ‚Volk Gottes‘ in der Theologie des Zweiten Vatikanischen Konzils und seine Bedeutung im Ritual für die christliche Erwachseneninitiation von Papst Paul VI.“) im Fach Liturgiewissenschaft promoviert wurde.
Nach der Rückkehr in seine Heimat wurde Fabio Duque Jaramillo Superior des Franziskanerkonvents San Bernardino in Bogotá sowie Dekan der Theologischen Fakultät und Professor für Liturgiewissenschaft und Patrologie an der Universidad de San Buenaventura in Bogotá. Zudem lehrte er am Institut für missionarische Theologie der Redemptoristen und wirkte ab 1991 als akademischer Direktor des Centro de Estudios Pastorales Cardenal Aníbal Muñoz Duque para Religiosos y Religiosas. 1992 wurde Duque Jaramillo Pfarradministrator und 1993 Pfarrvikar der Pfarrei San Francisco de Asís in Barranquilla. Zudem lehrte er am regionalen Priesterseminar Juan XXIII in Barranquilla. Ab 1994 war Fabio Duque Jaramillo als Beauftragter für das portugiesische und spanische Sprachgebiet am Päpstlichen Rat für die Kultur tätig. Daneben war er von 1996 bis 1997 Gastprofessor für Liturgiewissenschaft am Institut Regina Mundi in Rom sowie Präsident der Kommission für den kulturellen Dialog an der Generalkurie der Franziskaner. 1997 berief ihn Papst Johannes Paul II. zum Untersekretär des Päpstlichen Rates für die Kultur.
Am 29. November 2003 ernannte ihn Papst Johannes Paul II. zum Bischof von Armenia. Der Präsident des Päpstlichen Rates für die Kultur, Paul Kardinal Poupard, spendete ihm am 31. Januar 2004 in der Kathedrale Inmaculada Concepción in Armenia die Bischofsweihe; Mitkonsekratoren waren der Erzbischof von Medellín, Alberto Giraldo Jaramillo PSS, und der Erzbischof von Manizales, Fabio Betancur Tirado. Fabio Duque Jaramillo wählte den Wahlspruch Servus vestur per Iesum Christum.
Am 11. Juni 2012 ernannte ihn Papst Benedikt XVI. zum Bischof von Garzón. Die Amtseinführung erfolgte am 29. September desselben Jahres. In der Kolumbianischen Bischofskonferenz war Duque Jaramillo Vorsitzender der Liturgiekommission.

## Schriften
- La expresión „Pueblo de Dios“ en la teología del Concilio Vaticano II y su trascendencia en el ritual de la iniciación cristiana de los adultos del Papa Pablo VI. Pontificium Athenaeum S. Anselmi de Urbe, Rom 1994, OCLC 1203379066.
- La evangelizacion de la cultura a la luz de la espiritualidad franciscana. In: Revista de las Ciencias Humanas y de la Salud. Band 2, Nr. 3, 2002, S. 33–50.